# Kathya Araujo
Kathya Araujo Kakiuchi es una académica chilena e investigadora en Ciencias Sociales, especializada en asimetrías de poder y lazo social.

## Biografía
Estudió Psicología con mención en Psicología Clínica en la Pontificia Universidad Católica del Perú, donde se recibió en 1992. En 2005 se doctoró en Estudios Americanos por la Universidad de Santiago de Chile. Ha desarrollado su carrera en el campo de la sociología, tanto en investigación sociológica como en teoría social 
Ha sido invitada como profesora e investigadora a diversas universidades, entre ellas la Universidad Libre de Berlín (Alemania), la Escuela de Estudios Superiores en Ciencias Sociales (EHESS, Francia) y la U. del Estado de Río de Janeiro (Brasil).
Sus investigaciones sobre los efectos de las transformaciones estructurales en la sociedad chilena y sus efectos en la política la llevaron a ser destacada como "una de las cientistas sociales que anticiparon el estallido social" en Chile y ser frecuentemente consultada sobre su visión de las sociedades contemporáneas
Actualmente es académica del Instituto de Estudios Avanzados de la Universidad de Santiago, fue directora del Núcleo Milenio Autoridad y Asimetría de Poder de la misma institución y actualmente es directora del Núcleo Interuniversitario Individuo, Lazo Social y Asimetrías de Poder (NIUMAP).

## Obras
Libros
- Retos para la acción colectiva. Género y movimientos sociales en Chile, Santiago: Programa Mujer y Democracia en el MERCOSUR, 2002.
- Habitar lo social, Santiago, LOM, 2009.
- El miedo a los subordinados. Una teoría de la autoridad, Santiago, LOM, 2016.
- Hilos tensados. Para leer el octubre chileno, Santiago, USACH, 2019.
- Las calles. Un estudio sobre Santiago de Chile, Santiago, LOM, 2020.
- ¿Cómo estudiar la autoridad?, Santiago, USACH, 2021.
- Figuras de Autoridad: Transformaciones históricas y ejercicios contemporáneos, Santiago, LOM, 2022
- El circuito del desapego. Neoliberalismo, democratización y lazo social, Santiago, Pólvora Editorial, 2025.